# Cyclopogon tandapianus
Cyclopogon tandapianus är en orkidéart som beskrevs av Dodson. Cyclopogon tandapianus ingår i släktet Cyclopogon, och familjen orkidéer. Inga underarter finns listade i Catalogue of Life.